# الهجوم على كنيس روما الكبير 1982

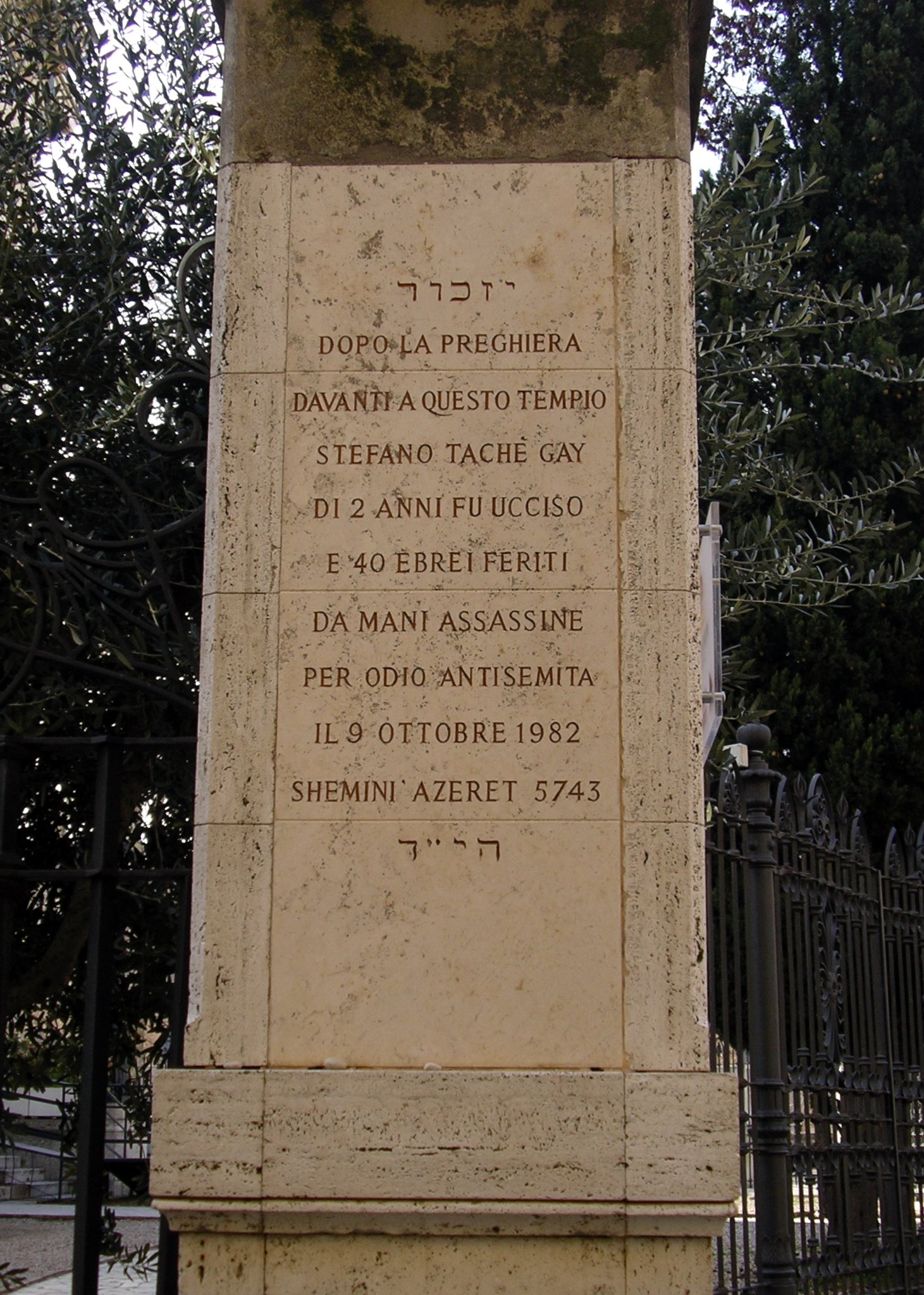
نصب تذكاري لضحايا الهجوم في 9 أكتوبر 1982 في روما.

الهجوم على كنيس روما الكبير 1982 وقع عام 1982 وقام به مسلحون فلسطينيون عند مدخل الكنيس الكبير لروما عاصمة إيطاليا في 9 أكتوبر 1982 في تمام الساعة 11:55 صباحا. كان ستيفانو غاج تاتشي الطفل البالغ من العمر عامين قتل في الهجوم في حين أصيب 37 مدنيا.

## الهجوم

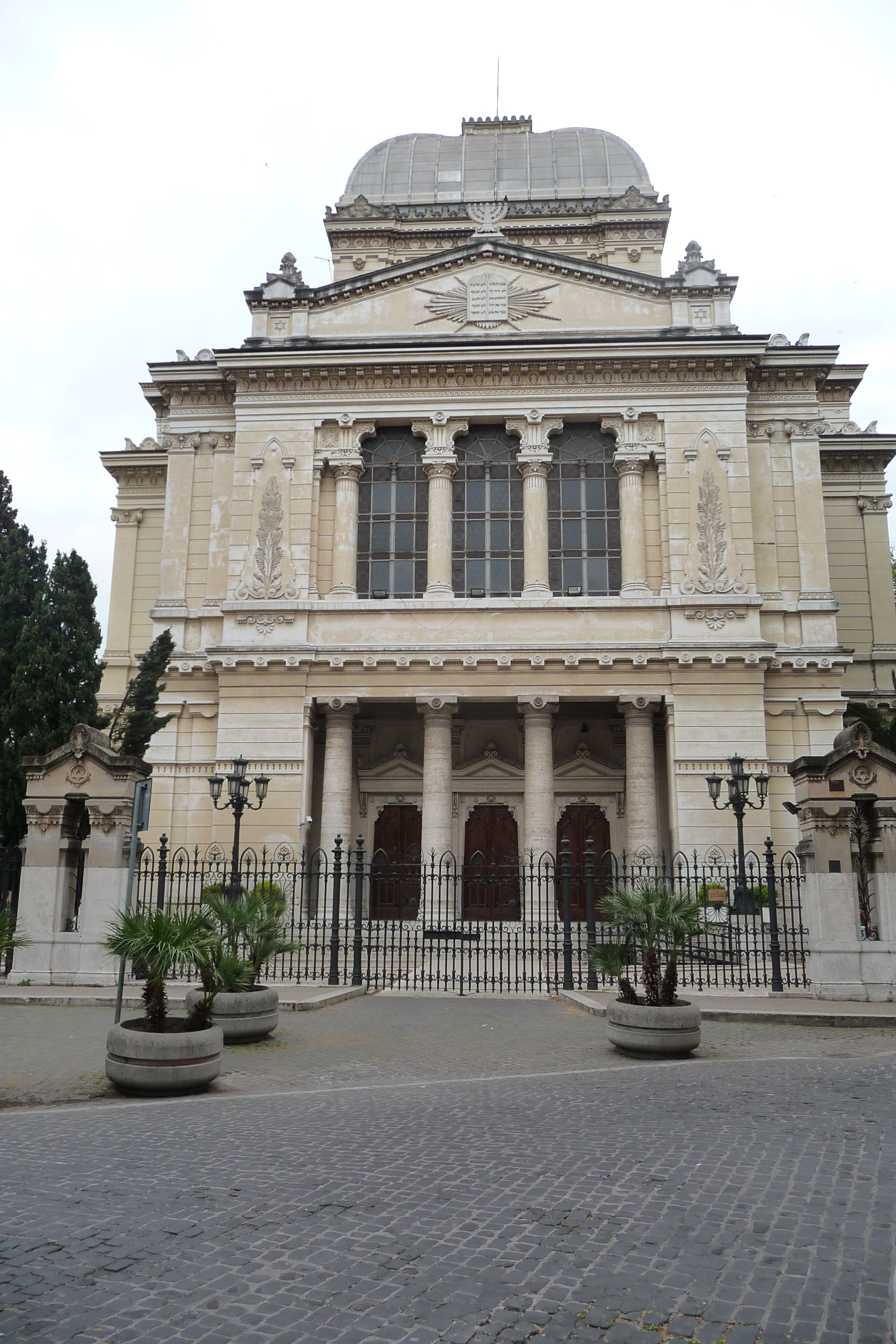
كنيس روما الكبير.

وقع الهجوم في كنيس روما الكبير في منطقة روما التاريخية صباح يوم السبت الساعة 11:55 صباحا في ختام خدمات السبت. عندما بدأت عائلات الجالية اليهودية المحلية في مغادرة الكنيس مع أبنائهم من المدخل الخلفي للمعبد اليهودي كان المهاجمون الفلسطينيون المسلحون الخمسة الذين يرتدون ملابس أنيقة يسيرون بهدوء إلى مدخل الكنيس وألقوا ما لا يقل عن ثلاثة قنابل يدوية في الحشد وبعد ذلك رشوا الحشد بنيران الرشاشات الفرعية. قال شهود عيان في الموقع أن القنابل اليدوية ارتدت وانفجرت في الشارع.
قتل طفل صغير يبلغ من العمر سنتين وهو ستيفانو غاج تاتشي في الهجوم بعد إصابته بشظايا. بالإضافة إلى ذلك أصيب 37 مدنيا من بينهم شقيق ستيفانو غاديل تاتشي البالغ من العمر 4 سنوات الذي أصيب برصاصة في الرأس والصدر.
ذكر شهود عيان في الموقع أنه بعد الهجوم غادر المهاجمون المشهد في سيارة فولكس فاجن حمراء وأوستن بيضاء.

## الجناة
لم تعلن أي جماعة مسؤوليتها عن الهجوم. ومع ذلك تم التعرف على أحد المهاجمين على أنه أسامة عبد الزمر وهو عضو مزعوم في منظمة أبو نضال الإرهابية. بعد ذلك اعتقل عبد الزمر في اليونان بتهمة تهريب المتفجرات بشكل غير مشروع. على الرغم من أن عبد الزمر أدين من قبل محكمة إيطالية من جانبه في هجوم عام 1982 (أثناء احتجازه في اليونان) إلا أن السلطات اليونانية نفت طلب تسليم إيطالي ورحلته بدلا من ذلك في عام 1989 إلى ليبيا حيث كان مقر منظمة أبو نضال وحيث يعتقد أنه يعيش.

## لاحقا
تم تثبيت لوحة عند مدخل الكنيس للاحتفال بذكرى الهجوم الكبير على المعبد اليهودي في روما عام 1982.
في 3 فبراير 2015 خلال الرسالة الموجهة إلى البرلمان الإيطالي بعد توليه اليمين الدستورية كرئيس للجمهورية تذكر سيرجيو ماتاريلا الهجوم بهذه الكلمات: «(إيطاليا) دفعت عدة مرات في الماضي غير البعيد جدا السعر من الكراهية والتعصب وأريد أن أتذكر اسم واحد فقط: ستيفانو تاتشي الذي قتل في الهجوم الإرهابي الجبان على الكنيس في روما في أكتوبر 1982. كان عمره عامين فقط وكان طفلنا وهو طفل إيطالي».